# 新赌国仇城
《新賭國仇城》（英語：A Matter of Time），2000年台湾动作片，导演叶鸿伟，主演吴奇隆、林心如、张铁林、萧蔷。

## 剧情
该片讲述澳门黑白两道为了一块“印制美金的模版”而爆发你死我活斗争的故事。

## 演出
- 吴奇隆 出演 葉少龍
- 林心如 出演 梅嘉蕙
- 张铁林 出演 仇奕森
- 萧蔷 出演 張曼莉

## 制作
该片是张铁林和林心如继《还珠格格》电视剧合作之后的又一部作品。
该片是萧蔷的电影处女作。

## 外部連結
- 開眼電影網上《新赌国仇城》的資料（繁體中文）
- 香港影庫上《新赌国仇城》的資料（繁體中文）
- 时光网上《新赌国仇城》的資料（简体中文）
- 豆瓣电影上《新赌国仇城》的資料 （简体中文）
- 互联网电影数据库（IMDb）上《新赌国仇城》的资料（英文）